# Straatdeuntje
Chansons représentant la Belgique au Concours Eurovision de la chanson
Le Plus Beau Jour de ma vie
(1956) Ma petite chatte
(1958)
Straatdeuntje (« Mélodie de rue » en néerlandais) est la chanson interprétée par le chanteur belge Bobbejaan Schoepen pour représenter la Belgique au Concours Eurovision de la chanson 1957 qui se déroulait à Francfort-sur-le-Main, en Allemagne de l'Ouest.

## À l'Eurovision
Elle est intégralement interprétée en néerlandais, une des langues nationales du pays, comme le veut la coutume avant 1966. 
C'est la première fois qu'une chanson représentant la Belgique est chantée en néerlandais. L'orchestre est dirigé par Willy Berking.
Il s'agit de la première chanson interprétée lors de la soirée, précédant Amours mortes (tant de peine) de Danièle Dupré qui représentait le Luxembourg. À l'issue du vote, elle a obtenu 5 points, se classant 8e sur 10 chansons,.